# 代芳
代芳，中华人民共和国政治人物、全国脱贫攻坚先进个人。

## 生平
代芳任城固县双溪镇副镇长。因在脱贫攻坚战中作出突出贡献，2021年2月25日全国脱贫攻坚总结表彰大会上，代芳被授予“全国脱贫攻坚先进个人”。